# 袁容
袁容，寿州（今安徽省寿县）人，明朝政治人物，永安公主駙馬。廣平侯。

## 生平
早年為燕王朱棣儀賓，后娶朱棣的长女永安郡主朱玉英，在作战中有功。
朱棣稱帝后，朱玉英封为永安公主。袁容升任駙馬。
后因論功，封廣平侯。
當時，都指揮款臺乘馬過容門，袁容因其未下馬，把款臺捶打幾乎致死。
朱棣聽聞后，給趙王朱高燧寫信說：“自從洪武年間以來，往來駙馬門的，都未曾有命令必須下馬。以前晉王敦為駙馬的時候，驕橫暴戾，後來就被殺死。你把這封信給袁容看，并把毆打侮辱款臺的人押送到北平。”袁容由此做事收斂。宣德年间去世，贈沂國公，謚忠穆。